# Laveline-du-Houx
Laveline-du-Houx is een gemeente in het Franse departement Vosges (regio Grand Est) en telt 207 inwoners (1999). De plaats maakt deel uit van het arrondissement Épinal.

## Geografie
De oppervlakte van Laveline-du-Houx bedraagt 8,4 km², de bevolkingsdichtheid is 24,6 inwoners per km².
De onderstaande kaart toont de ligging van Laveline-du-Houx met de belangrijkste infrastructuur en aangrenzende gemeenten.

## Demografie
Onderstaande figuur toont het verloop van het inwonertal (bron: INSEE-tellingen).